# Àsia central
L'Àsia central és una de les regions geogràfiques menys clarament definides del món i el seu terme varia considerablement segons els criteris geogràfics, lingüístics, culturals o polítics que s'adoptin. Va emergir a l'escena internacional com a zona geoestratègica a partir de l'esfondrament de la Unió Soviètica (1991) i la configuració de cinc noves repúbliques independents. Alguns autors consideren que coincideix amb zones de la ruta de la Seda.
Tanmateix, hi ha un consens general sobre algunes àrees geogràfiques definides que, sens dubte, hi pertanyen. És el cas de les actuals repúbliques independents del Kazakhstan, el Kirguizstan, el Tadjikistan, el Turkmenistan, l'Uzbekistan, Mongòlia i la Regió Autònoma de Xinjiang, pertanyent a la República Popular de la Xina. Hambly inclou la Regió Autònoma del Tibet i la Mongòlia Interior.
També es considera part d'aquesta regió, per vincles geogràfics, històrics i culturals, la Regió Autònoma de Mongòlia Interior de la República Popular Xinesa, i entitats federals integrants de la Federació Russa: la República dels Calmucs, la República del Tatarstan, la República del Baixkortostan, la República de l'Altai, la República de Tuvà, la República de Buriàtia i part de la República de Sakhà. Aquesta delimitació té sentit en l'època actual, però en termes històrics és habitual estendre la denominació fins a abastar l'Afganistan, parts de l'Iran, el Pakistan, Sibèria, el Caixmir i el Tibet i les actuals repúbliques d'Armènia, l'Azerbaidjan i Geòrgia, encara que aquestes tres últimes també s'inclouen al Caucas.
La UNESCO considera pertanyents a l'Àsia central el Kazakhstan, Uzbekistan, Turkmenistan, Tadjikistan, Kirguizstan, Afganistan, Mongolia, la Xina occidental i parts de Pakistan, Iran i l'Índia. La Unió Soviètica considerà Uzbekistan, Turkmenistan, Tadjikistan i Kirguizstan com a regió de l'Àsia Mitjana (Srédniaia Àzia), mentre que els russos hui en dia inclouen a l'Àsia Mitjana la República del Kazakhstan.
Els països de l'Àsia central (fronteres, capitals, etc.) tal com es representen avui en els mapes, són una fixació de l'imaginari soviètic dels anys 1920-30 i no van quedar delimitats totalment fins a l'any 1936. El nom de les noves repúbliques va quedar fixat a partir de l'ètnia majoritària dins de cada territori. Es pot constatar, però, que les noves entitats eren fràgils des d'un principi a causa del traçat de les fronteres, el repartiment de recursos i l'existència de minories ètniques importants en cada territori. Així, Samarcanda i Bukharà, de majoria tadjik, van ser atribuïdes a l'Uzbekistan i no a Tadjikistan. La vall de Fergana, amb unitat geogràfica i històrica, fou fragmentada i repartida en tres repúbliques, etc. El risc de qüestionament de les fronteres no pot descartar-se completament, com demostren les tensions internes que apareixen periòdicament dins la zona.

## Altres aplicacions del terme
- Àsia central russa: Govern de les Estepes (Kazakhstan) i Govern General del Turquestan. El nom de Turquestan rus i Àsia central russa és generalment idèntic, però a vegades s'aplica només al govern general del Turquestan.[cal citació]
- Àsia central soviètica: les cinc repúbliques soviètiques (Kazakhstan, Uzbekistan, Turkmenistan, Tadjikistan i Kirguizstan, inicialment, també les desaparegudes repúbliques soviètiques de Bukharà, Khivà i Turquestan[cal citació]). Aquesta definició de cinc repúbliques exsoviètiques (acceptada el 1993 per aquests països) coincideixen amb la definició dels cinc estats asiàtics centrals pertanyents a la Comunitat d'Estats Independents.[1]

## L'espai físic

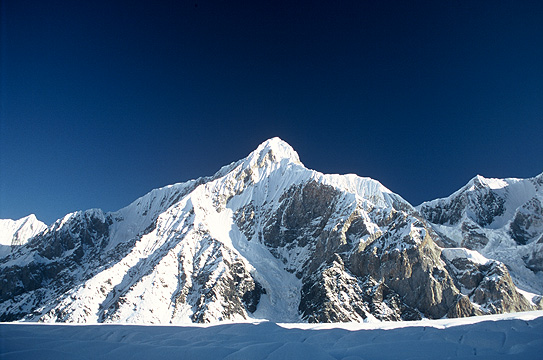
Glacera al Tien Shan

El que distingeix de manera més específica l'espai de l'Àsia central és la seva situació enclavada i allunyada dels mars oberts (a 2.000 km del mar Negre i del golf Pèrsic) i dels oceans (a 5.000 km del Pacífic). Cap dels seus rius desemboquen a mar obert, ans desapareixen en llacs terminals (mar d'Aral, mar Caspi, llac Balkaix o Lob Nor) o dins la sorra d'un desert. Uzbekistan, en el cor de l'Àsia central, és l'únic país fronterer amb tots els altres i l'únic que està doblement enclavat, o sigui, rodejat de països que tampoc tenen accés al mar. A pesar de la seva centralitat —i deixant a banda l'època de Tamerlà (1370-1405)—, la regió al llarg de la història ha estat més una perifèria, una cruïlla dels mons xinès, rus o iranià, o fins i tot una frontera entre imperis, més que un centre dels imperis o de les configuracions estatals.
L'aïllament de la influència dels oceans provoca l'escassetat de precipitacions atmosfèriques i, per tant, fa que gran part de l'Àsia central continga estepes àrides, regions desèrtiques i semidesèrtiques i zones muntanyoses". A causa d'açò, no hi ha conques hidrogràfiques.
Les muntanyes del Pamir -centre estructural d'Àsia, on neixen les principals carenes muntanyoses del continent (inclosa l'Himàlaia) i els rius principals (Indus, Ganges, Tarim, Hwang Ho, etc.)- són també el punt de partida de les muntanyes del Tien Shan, que es perfilen cap al nord-est i divideixen Àsia central en dues meitats desiguals: l'Àsia central xinesa, de menor extensió, i l'Àsia central exsoviètica. A l'oest, l'Àsia central queda limitada pel mar Caspi; a l'est, el límit es troba en les fronteres orientals de Xinjiang o a la conca del Hwang Ho. Al nord, es fon en la immensa estepa euroasiàtica.

## La població

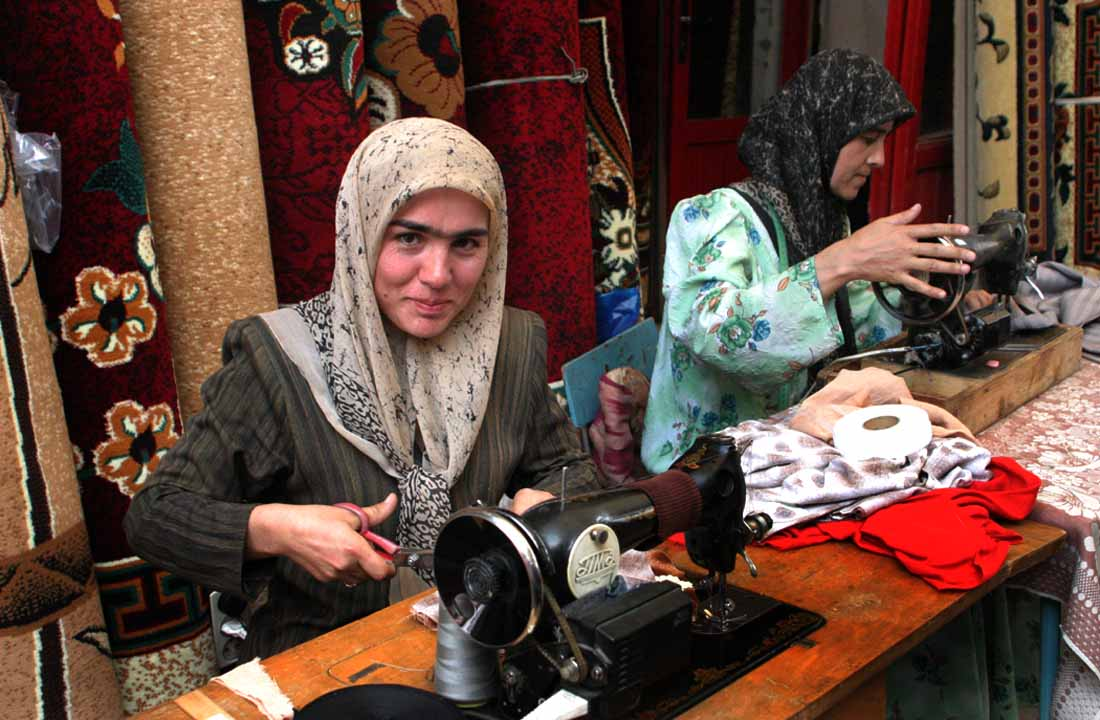
Dones tadjiks

Els cinc estats de l'Àsia central (Kazakhstan, Kirgizstan, Tajikistan, Turkmenistan i l'Uzbekistan) presenten una població majoritàriament musulmana i amb identitats ètniques turqueses (excepte el Tajikistan).
Cal destacar l'escàs pes demogràfic de la zona, comparat amb el d'altres concentracions de població a Àsia. Les seves cinc repúbliques, amb 55 milions d'habitants, apareixen com un veritable buit rodejat d'espais molt poblats (Iran, Rússia, Pakistan, Índia i Xina).
El percentatge de l'ètnia dominant el 1999-2000 dins de cada república era el següent: Kazajistan (51% de kazajos); Kirguizstan (56% de kirguizes); Uzbekistan (75% d'uzbeks); Tadjikistan (67% de tadjiks) i Turkmenistan (77% de turcmans).
A cop d'ull, es poden distingir dues característiques essencials a la regió: el predomini de les llengües turques i el predomini de l'islam sunnita. Però una visió més atenta posa al descobert un altre aspecte de la realitat: l'extraordinària complexitat ètnica de la zona. Els grups, subgrups, clans, llinatges i tribus són nombroses i crucials per a comprendre el joc polític de la regió; la població immigrada (russos, armenis, ucraïnesos, tàtars, etc.) i la població desplaçada per força (població del Caucas, alemanys del Volga, coreans, etc.), és multitudinària i d'orígens molt diversos; les tendències regionalistes i localistes són molt nombroses; ortodoxos, membres d'esglésies reformades, jueus o ismaelites són per arreu. Però, per a bona part de la població, les subdivisions ètniques no tenen gaire sentit perquè són bilingües o trilingües o perquè, per raons pràctiques i polítiques, es declaren pertanyents a la nacionalitat dominant de la república, com és el cas dels tadjiks de l'Uzbekistan.
El clima fortament continental defineix cinc grans tipus de paisatge (l'alta muntanya, les zones a peu de muntanya, els oasis, l'estepa i el desert), que condicionen la vida humana. Hi existeixen dues grans formes d'explotació de l'entorn: el pasturatge (quasi sempre nòmada o seminòmada) i l'agricultura. L'agricultura de secà, no gaire estesa, necessita un nivell de precipitacions superior a 250 mm/any i es practica a peu de muntanyes i zones estepàries suficientment humides. L'agricultura d'irrigació aprofita majoritàriament el moment en què els rius suavitzen el curs a peu de muntanya i dipositen els sediments que transporten.

## Llengua
A l'Àsia central, les llengües mai no han estat utilitzades com a instrument d'identitat fonamental, sinó que caldria parlar en sentit ampli d'una civilització turcoiraniana. Hi ha indicis que la major part de la població de l'Àsia central exsoviètica, a partir del segon mil·lenni abans de la nostra era (cultura Andronovo), parlava llengües indoiranianes. El procés de turquització va començar més tard amb les primeres migracions de pobles turcs arribats de l'Altai, especialment després del Kaganat turc, en el s. VI. Al llarg dels segles següents, fins a la conquesta russa, molts pobles i tribus, principalment turques, i també mongoles, entraren a l'Àsia central des del nord-est, i formaren imperis o estats (com els karakhànides, els sejdúkides, els mongols, l'Horda d'Or, etc.), i també confederacions tribals (com els kazakhs, turcmans, etc.). Tanmateix, aquests moviments de pobles, que continuaren cap a l'oest, unit al domini polític de les dinasties d'origen turcomongol, no van suposar una turquització accelerada. Els nous pobles adoptaren, en general, la cultura de les regions sedentàries i, en concret, el persa com a llengua de l'administració, literatura i diplomàcia. Així, a principis del s. XX, la llengua dominant de la cultura continua sent el persa. La majoria de la població parla dialectes turcs pertanyents a tres grans grups: qipchak (kazakh, karakalpak i kirguís), oghuz (turkmè) i karluk (chagatai, uzbek i uigur). En moltes regions, la població és bilingüe o trilingüe, i es passa d'un dialecte a l'altre sense que sigui possible definir les llengües que queden per sistematitzar. Un exemple clar de multilingüisme és la ciutat de Termez, on la majoria d'habitants ha parlat llengües iranianes o turques; els primers fundadors de la ciutat parlaven grec, els habitants contemporanis parlen rus, mentre que els textos més important escrits per habitants de la ciutat estan en àrab.

## Història

Països de l'Àsia central

L'aïllament geogràfic de l'Àsia central determinat per l'aridesa i la llunyania respecte als oceans ha sigut la causa que els pobles centroasiàtics no hagen sigut objecte d'explotació marítima, expansió política ni comercial, especialment a partir del segle xviii. Açò no ha impedit que tingueren contacte amb els pobles dels voltants.
Tres característiques distingeixen l'Àsia central contemporània de les altres regions del continent asiàtic: la colonització russa, la dominació directa de la Unió Soviètica i el seu particular procés d'independència.
A partir de la caiguda de l'Imperi timúrida (inicis del s. XVI), l'espai centreasiàtic es va desmembrar en janats rivals (jan era un títol nobiliari turcomongol). Aquests janats van sorgir de l'anhel del cabdill timúrida Abu-Jayr Shaybanid d'instaurar un gran Regne uzbek en el s. XV. Els seus descendents, però, van entrar en conflicte amb els safàvides perses, que sota l'emperador safàvida Shah Abbas, van fer fracassar el somni timúrida d'unificar els janats.
Entre el s. XVII i el començament del s. XX, la història dels janats va estar marcada pels canvis dinàstics, les rivalitats i les disputes territorials. En el període precolonial, els russos van entrar en contacte amb els janats uzbeks. El primer pas de colonització russa va ser la creació de la ciutat d'Orenburg, a la riba del riu Ural, a mitjans del s. XVIII. Durant més d'un segle, els russos, aprofitant la debilitat que produïen les rivalitats entre els kazakhs, en construeixen un rosari de fortaleses al nord-est, anomenada línia Irish. A mitjans del s. XIX, els russos es van moure en dues direccions. A partir de la línia Irish, van derrotar els kazakhs rebels i construïren la fortalesa de Verny (1854), que es va convertir en Alma Ata. L'avançada cap a l'est es va fer en detriment de l'Imperi dels Qing, que exercia la sobirania sobre els kajaks situats a l'est i sud del llac Baljash. També avançaren en direcció al mar d'Aral i van arribar a la desembocadura del Sirdarià (1847). Després, va venir la conquesta dels jants de Jokand, Bukharà i Jiva (del 1853 al 1873). L'any 1865, conqueriren Taixkent, la major ciutat de l'Àsia central. L'any 1868, entraren a l'emirat de Bukharà i s'apoderaren de la històrica Samarcanda. A partir del 1873, s'enfrontaren a les tribus turcmanes que vivien entre l'est del Caspi fins a les fronteres de l'Iran i Afganistan. Una comissió anglorussa va fixar la frontera de l'Imperi rus amb l'Afganistan el 1887, però fins a l'any 1895 no va quedar totalment definida a causa del seu qüestionament durant la conquesta del Pamir.
Si bé Sant Petersburg desitjava augmentar el comerç, obtenir nous mercats i trobar matèries primeres, també buscava accedir a la producció de cotó. D'altra part, els motius dels russos eren també geopolítics, ja que volien prevenir qualsevol penetració britànica des del sud. La rivalitat anglorussa a la regió es va traduir en mig segle de tensions entre les dues potències. El contenciós es va resoldre per la convenció del 31 d'agost de 1907 referent a l'Afganistan, Pèrsia i el Tibet.
L'Àsia central va ser administrada pels russos en el més pur estil colonial. A finals del s. XIX, l'imperi s'estenia sobre més de la meitat de la superfície d'Euràsia, però els moviments revolucionaris que es produïren a Rússia a partir del 1905 van destrossar en una dotzena d'anys aquest important edifici. La submissió dels pobles musulmans a l'ordre soviètic no es va fer sense conflicte. Després de l'aixafament dels basmatxis, el control dels nòmades kazakhs i l'eliminació durant els anys trenta de les elits polítiques de la revolució que estaven a favor de Stalin, l'Àsia central es va integrar a la Unió Soviètica per no sortir fins a l'any 1991. Les repúbliques meridionals exsoviètiques que després accediren a la independència l'any 1991 van estar directament i profundament afectades pel marxismeleninisme practicat des de Moscou durant més de setanta anys. Van tenir accés a l'estatus d'estat sense que hi hagués quasi en el seu interior un moviment polític que reclamés la independència, i en un moment en què la Unió Soviètica coneixia una de les crisis més greus de la seva història.
Des del 1991, amb la caiguda de la Unió Soviètica, aquesta regió va rebre atenció dels investigadors d'Occident. Des d'aquest esdeveniment els països asiàtics centrals es convertiren en potències en competència entre si i tingueren un paper en els interessos comercials mundials cap al petroli com a alternativa als inestables proveïdors d'Orient Mitjà. Els experts consideren que els països solament tenen estabilitat si controlen i mantenen els corredors de transport i els recursos clau.
Els governs dels estats de la regió centroasiàtica s'han caracteritzat pel seu autoritarisme, cosa que contrasta amb altres països postsoviètics. El 2015 un informe afirmava que l'autoritarisme d'aquests governs es presentava consolidat.
Especialment després de la retirada de tropes estatunidenques del territori afgà, els governs de la regió han utilitzat l'islamisme extremista de grups com ISIS i l'Al-Qaeda per a enllaçar l'islamisme amb el terrorisme per a assegurar el manteniment de l'statu quo que els beneficia. Aquesta estratègia serveix per a mentir als altres estats i a l'opinió pública i demanar ajuda a la Federació Russa, estenent la falsedat que l'islamisme radical supose una amenaça. Amb aquestes mentides encobreix els actes de repressió. Així, aquests governs han acusat amb poca o gens evidència líders i grups musulmans.
Una investigació publicada el 2015 trobà que el regionalisme en les distintes zones de l'Àsia central és molt tímid. Els obstacles per a desenvolupar un regionalisme és la falta de cooperació per les pugnes entre Tadjikistan i l'Uzbekistan per l'aigua i fonts d'energia; entre Kazakhstan i l'Uzbekistan pel lideratge regional i per l'aïllament de Turkmenistan.

## Naixement del sentiment nacionalista

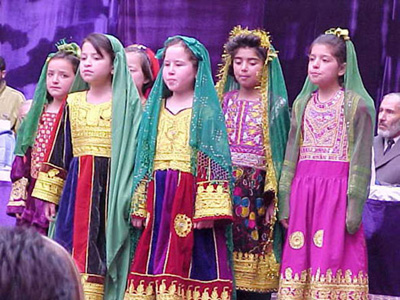
Nenes afganes amb el vestit tradicional

A més de les fronteres i d'un aparell estatal complet, la Unió Soviètica va dotar cada nació d'una llengua i una cultura concretes. Es va construir un llenguatge simbòlic que permetia identificar-se amb el nou estat nació. Aquest procés va implicar una folklorització dels costums de cada país al voltant d'algunes cerimònies i objectes, de vegades allunyades del seu significat originari. Per altre cantó, les missions arqueològiques i etnogràfiques reconstruïren la història i l'art de les nacions, que es convertiren ràpidament en mil·lenàries. Així, un uzbek va quedar determinat com a musulmà sunnita moderat amb una cultura clarament definida i una història única, i el mateix va passar amb els ciutadans de les altres repúbliques. La independència dels cinc estats exsoviètics es va caracteritzar per una continuïtat, i fins i tot un enfortiment, dels corrents de pensament del període soviètic.